# Franz Gosch
Franz Gosch (* 27. September 1884 in Aichberg bei Eibiswald, Steiermark; † 9. Oktober 1952 in Graz) war ein österreichischer Bibliothekar  und Direktor der Universitätsbibliothek Graz.

## Leben
Gosch studierte Klassische Philologie, Klassische Archäologie, Kunstgeschichte und Slawistik an der Universität Graz, wo er 1910 bei Hans Schrader und Richard Cornelius Kukula promoviert wurde. 1913/14 war er als wissenschaftliche Hilfskraft am archäologischen Institut der Universität Graz beschäftigt.
1914 trat er als Praktikant zum Vorbereitungsdienst in die Universitätsbibliothek ein, wurde aber schon wenige Wochen danach zum Kriegsdienst eingezogen. Im Mai 1921 kehrte er aus der russischen Kriegsgefangenschaft an die Bibliothek zurück. 1923 wurde er Lektor für Russisch. Von 1934 bis 1945 war er Direktor der Universitätsbibliothek Graz. Er war zuerst Mitglied der Vaterländischen Front, beantragte dann am 16. Mai 1938 die Aufnahme in die NSDAP und wurde rückwirkend zum 1. Mai desselben Jahres aufgenommen (Mitgliedsnummer 6.302.395). Trotz seiner ausgeprägten nationalsozialistischen Gesinnung war er für seinen fairen Umgang mit andersdenkenden Untergebenen bekannt. 1941 meldete er sich freiwillig an die Front (wo er Oberleutnant war), kehrte aber schon im nächsten Jahr wieder an seinen Direktorsposten an der Bibliothek zurück. 1945 wurde er verhaftet, aber im Oktober 1946 auf Betreiben seines Nachfolgers Wolfgang Benndorf wieder freigelassen. Im Februar 1948 wurde Gosch pensioniert.

## Schriften
- Die antiken Schriftquellen zu Phidias. Dissertation, Universität Graz 1910 (handschriftlich).